# Genoa 1893 1972-1973
Questa voce raccoglie le informazioni riguardanti il Genoa 1893 nelle competizioni ufficiali della stagione 1972-1973.

## Stagione
Nella stagione 1972-1973 il Genoa disputa il campionato di Serie B, lo vince con 53 punti ed ottiene di riportarsi in Serie A, seconde a 49 punti il Cesena ed il Foggia anch'esse promosse. Retrocedono in Serie C il Mantova ed il Monza con 31 punti, il Lecco con 25 punti.
Il grifone anche per questa stagione allenato da Arturo Silvestri ha dominato il campionato cadetto, tenendo per l'intero arco del torneo la testa della classifica. Protagonisti della promozione i due cannonieri stagionali Sidio Corradi autore di 16 reti, di cui 14 in campionato e due in Coppa Italia, e Antonio Bordon con 14 centri, 13 in campionato ed 1 in Coppa. Con 47 reti il Genoa ha avuto il miglior attacco del campionato, da segnalare anche il discreto bottino realizzativo del centrocampista Luigi Simoni autore di 9 reti senza battere rigori. In Coppa Italia il Genoa è stato inserito nel quarto girone di qualificazione, vinto dall'Inter che ottiene il passaggio ai due gironi di finale che si disputano al termine dei campionati. Oltre al primato nella classifica finale del campionato di Serie B, il Genoa si è aggiudicato anche quello nella "Coppa Disciplina", un riconoscimento che premia la squadra più corretta del torneo cadetto.

## Divise
La maglia per le partite casalinghe presentava i colori rossoblù.

## Organigramma societario
Area direttiva
- Presidente: Giacomo Berrino
- Vicepresidente: Renzo Fossati
- Consiglieri: Flavio Rattazzi, Pier Luigi Gatto, Gian Franco Abbo, Ferruccio Lanata, Mauro Berrino, Corrado Cagnoli, Carlo Calizzano, Virgilio Bazzani, Giorgio Di Donato, Carlo Brunacci, Marco Capozzi, Paolo Pinelli, Piero Parodi
- Segretario: Amedeo Garibotti

Area tecnica
- Allenatore: Arturo Silvestri

Area sanitaria
- Massaggiatore: Boero

## Rosa
| N. |                   | Ruolo | Calciatore            |
| -- | ----------------- | ----- | --------------------- |
|    | Italia (bandiera) | P     | Antonio Lonardi       |
|    | Italia (bandiera) | P     | Alessandro Mancini    |
|    | Italia (bandiera) | P     | Giuseppe Spalazzi     |
|    | Italia (bandiera) | D     | Alberto Benini        |
|    | Italia (bandiera) | D     | Mauro Della Bianchina |
|    | Italia (bandiera) | D     | Franco Ferrari        |
|    | Italia (bandiera) | D     | Mario Manera          |
|    | Italia (bandiera) | D     | Sergio Rossetti       |
|    | Italia (bandiera) | C     | Giorgio Bittolo       |
|    | Italia (bandiera) | C     | Sidio Corradi         |
|    | Italia (bandiera) | C     | Roberto Derlin        |

| N. |                   | Ruolo | Calciatore          |
| -- | ----------------- | ----- | ------------------- |
|    | Italia (bandiera) | C     | Giuseppe Ferrero    |
|    | Italia (bandiera) | C     | Giorgio Garbarini   |
|    | Italia (bandiera) | C     | Claudio Maselli     |
|    | Italia (bandiera) | C     | Attilio Perotti     |
|    | Italia (bandiera) | C     | Bruno Piccioni      |
|    | Italia (bandiera) | C     | Pier Paolo Scarrone |
|    | Italia (bandiera) | C     | Luigi Simoni        |
|    | Italia (bandiera) | C     | Mauro Amenta        |
|    | Italia (bandiera) | A     | Antonio Bordon      |
|    | Italia (bandiera) | A     | Mauro Listanti      |
|    | Italia (bandiera) | A     | Vincenzo Traspedini |

## Risultati

### Serie B

#### Girone di andata
| Arbitro: | Lazzaroni (Milano) |

|                         |           |           |
| A.Bordon 52’ Manera 55’ | Marcatori | 73’ Bonci |

| Arbitro: | Bianchi (Firenze) |

|              |           |            |
| A. Scala 37’ | Marcatori | 49’ Simoni |

| Arbitro: | Serafino (Roma) |

|                               |           |           |
| Maselli 10’ Manera 22’ (rig.) | Marcatori | 58’ Zanon |

| Arbitro: | Branzoni (Pavia) |

|             |           |                        |
| Rognoni 36’ | Marcatori | 48’ Simoni 72’ Corradi |

| Arbitro: | Calì (Roma) |

|  |           |               |
|  | Marcatori | 23’ A. Bordon |

| Arbitro: | Reggiani (Bologna) |

|                               |           |  |
| A. Bordon 8’ Corradi 38’, 51’ | Marcatori |  |

| Arbitro: | Gussoni (Tradate) |

|               |           |  |
| A. Bordon 26’ | Marcatori |  |

| Mantova 5 novembre 1972 8ª giornata | Mantova          | 0 – 0 | Genoa | Stadio Danilo Martelli\| Arbitro: \| Gonella (Torino) \| |
| Arbitro:                            | Gonella (Torino) |       |       |                                                          |

| Arbitro: | Torelli (Milano) |

|                                                                 |           |                |
| Simoni 9’, 44’ Corradi 55’, 71’ (rig.), 87’ (rig.) Scarrone 82’ | Marcatori | 67’ Bertarelli |

| Arbitro: | Michelotti (Parma) |

|                            |           |  |
| C. Cattaneo 26’ Turini 58’ | Marcatori |  |

| Arbitro: | Martnelli (Catanzaro) |

|           |           |  |
| Simoni 4’ | Marcatori |  |

| Arbitro: | Motta (Monza) |

|  |           |            |
|  | Marcatori | 38’ Simoni |

| Varese 10 dicembre 1972 13ª giornata | Varese         | 0 – 0 | Genoa | Stadio Franco Ossola\| Arbitro: \| Trono (Torino) \| |
| Arbitro:                             | Trono (Torino) |       |       |                                                      |

| Arbitro: | Mascali (Desenzano del Garda) |

|            |           |                |
| Manera 21’ | Marcatori | 34’ C. Petrini |

| Arbitro: | Porcelli (Lodi) |

|                             |           |  |
| Tomy 32’, 46’ Cremaschi 62’ | Marcatori |  |

| Arbitro: | Pieroni (Roma) |

|              |           |             |
| D'Angelo 80’ | Marcatori | 83’ Ferrari |

| Arbitro: | Barbaresco (Cormons) |

|                   |           |  |
| Manera 66’ (rig.) | Marcatori |  |

| Arbitro: | Motta (Monza) |

|             |           |               |
| Perotti 29’ | Marcatori | 67’ Bernardis |

| Lecco 21 gennaio 1973 19ª giornata | Lecco           | 0 – 0 | Genoa | Stadio Mario Rigamonti\| Arbitro: \| Serafino (Roma) \| |
| Arbitro:                           | Serafino (Roma) |       |       |                                                         |

#### Girone di ritorno
| Perugia 4 febbraio 1973 20ª giornata | Perugia            | 0 – 0 | Genoa | Stadio Santa Giuliana\| Arbitro: \| R. Lattanzi (Roma) \| |
| Arbitro:                             | R. Lattanzi (Roma) |       |       |                                                           |

| Arbitro: | Gussoni (Tradate) |

|                        |           |              |
| Manera 53’ (rig.), 71’ | Marcatori | 65’ Brignani |

| Arbitro: | Torelli (Milano) |

|              |           |             |
| Vignando 48’ | Marcatori | 80’ Corradi |

| Arbitro: | Toselli (Cormons) |

|                                |           |             |
| A. Bordon 32’, 57’ Corradi 70’ | Marcatori | 40’ Rognoni |

| Arbitro: | Casarin (Milano) |

|                           |           |               |
| A. Bordon 21’ Corradi 90’ | Marcatori | 25’ Tamborini |

| Arbitro: | Barbaresco (Cormons) |

|              |           |           |
| E. Salvi 72’ | Marcatori | 5’ Simoni |

| Arbitro: | Branzoni (Pavia) |

|                 |           |                    |
| Enzo 83’ (rig.) | Marcatori | 44’, 59’ A. Bordon |

| Arbitro: | Moretto (San Donà di Piave) |

|                               |           |  |
| Simoni 20’ A. Bordon 78’, 87’ | Marcatori |  |

| Arbitro: | Menegali (Roma) |

|               |           |  |
| Campanini 31’ | Marcatori |  |

| Genova 15 aprile 1973 29ª giornata | Genoa              | 0 – 0 | Como | Stadio Luigi Ferraris\| Arbitro: \| V. Lattanzi (Roma) \| |
| Arbitro:                           | V. Lattanzi (Roma) |       |      |                                                           |

| Taranto 22 aprile 1973 30ª giornata | Taranto        | 0 – 0 | Genoa | Stadio Salinella\| Arbitro: \| Pieroni (Roma) \| |
| Arbitro:                            | Pieroni (Roma) |       |       |                                                  |

| Arbitro: | Mascali (Desenzano del Garda) |

|           |           |  |
| Manera 8’ | Marcatori |  |

| Arbitro: | Ciacci (Firenze) |

|                                      |           |                                   |
| Corradi 49’ A. Bordon 63’ Simoni 71’ | Marcatori | 23’ Gentile 78’ (rig.) Mascheroni |

| Arbitro: | Cantelli (Firenze) |

|             |           |  |
| Banelli 80’ | Marcatori |  |

| Arbitro: | Lazzaroni (Milano) |

|  |           |               |
|  | Marcatori | 78’ Boccolini |

| Arbitro: | Michelotti (Parma) |

|             |           |  |
| Corradi 29’ | Marcatori |  |

| Arbitro: | Reggiani (Bologna) |

|         |           |                    |
| Pepe 5’ | Marcatori | 18’ (rig.) Corradi |

| Arbitro: | Gialluisi (Barletta) |

|               |           |                           |
| Bernardis 90’ | Marcatori | 16’ A. Bordon 73’ Corradi |

| Arbitro: | Stagnoli (Bologna) |

|             |           |  |
| Corradi 75’ | Marcatori |  |

### Coppa Italia

#### Primo turno
| Arbitro: | Prati (Parma) |

|                                       |           |                   |
| Corradi 1’ A. Bordon 25’ Scarrone 75’ | Marcatori | 85’ (rig.) Marchi |

| Genova 3 settembre 1972 3ª giornata | Genoa             | 0 – 0 | Sampdoria | Stadio Luigi Ferraris\| Arbitro: \| Angonese (Mestre) \| |
| Arbitro:                            | Angonese (Mestre) |       |           |                                                          |

| Arbitro: | Trono (Torino) |

|                                       |           |              |
| Facchetti 57’ Moro 68’ Boninsegna 69’ | Marcatori | 77’ Piccioni |

| Arbitro: | Frasso (Capua) |

|               |           |             |
| Rizzo 9’, 68’ | Marcatori | 40’ Corradi |

## Statistiche

### Statistiche di squadra
| Competizione | Punti | In casa | In casa | In casa | In casa | In casa | In casa | In trasferta | In trasferta | In trasferta | In trasferta | In trasferta | In trasferta | Totale | Totale | Totale | Totale | Totale | Totale | DR  |
| Competizione | Punti | G       | V       | N       | P       | Gf      | Gs      | G            | V            | N            | P            | Gf           | Gs           | G      | V      | N      | P      | Gf     | Gs     | DR  |
| ------------ | ----- | ------- | ------- | ------- | ------- | ------- | ------- | ------------ | ------------ | ------------ | ------------ | ------------ | ------------ | ------ | ------ | ------ | ------ | ------ | ------ | --- |
| Serie B      | 53    | 19      | 15      | 3       | 1       | 34      | 11      | 19           | 5            | 10           | 4            | 13           | 15           | 38     | 20     | 13     | 5      | 47     | 26     | +21 |
| Coppa Italia |       | 2       | 1       | 1       | 0       | 3       | 1       | 2            | 0            | 0            | 2            | 2            | 5            | 4      | 1      | 1      | 2      | 5      | 6      | -1  |
| Totale       |       | 21      | 16      | 4       | 1       | 37      | 12      | 21           | 5            | 10           | 6            | 15           | 20           | 42     | 21     | 14     | 7      | 52     | 32     | +20 |

### Statistiche dei giocatori
| Giocatore          | Serie B  | Serie B | Coppa Italia | Coppa Italia | Totale   | Totale |
| Giocatore          | Presenze | Reti    | Presenze     | Reti         | Presenze | Reti   |
| ------------------ | -------- | ------- | ------------ | ------------ | -------- | ------ |
| A. Benini          | 11       | 0       | ?            | ?            | 11+      | 0+     |
| G. Bittolo         | 37       | 0       | ?            | ?            | 37+      | 0+     |
| A. Bordon          | 38       | 13      | ?            | ?            | 38+      | 13+    |
| S. Corradi         | 33       | 14      | ?            | ?            | 33+      | 14+    |
| M. Della Bianchina | 2        | 0       | ?            | ?            | 2+       | 0+     |
| R. Derlin          | 14       | 0       | ?            | ?            | 14+      | 0+     |
| F. Ferrari         | 31       | 1       | ?            | ?            | 31+      | 1+     |
| G. Ferrero         | 1        | 0       | ?            | ?            | 1+       | 0+     |
| G. Garbarini       | 38       | 0       | ?            | ?            | 38+      | 0+     |
| M. Listanti        | 10       | 0       | ?            | ?            | 10+      | 0+     |
| A. Lonardi         | 17       | -12     | ?            | ?            | 17+      | -12+   |
| M. Manera          | 34       | 7       | ?            | ?            | 34+      | 7+     |
| C. Maselli         | 33       | 1       | ?            | ?            | 33+      | 1+     |
| A. Perotti         | 26       | 1       | ?            | ?            | 26+      | 1+     |
| B. Piccioni        | 3        | 0       | ?            | ?            | 3+       | 0+     |
| S. Rossetti        | 36       | 0       | ?            | ?            | 36+      | 0+     |
| P. Scarrone        | 19       | 0       | ?            | ?            | 19+      | 0+     |
| L. Simoni          | 33       | 9       | ?            | ?            | 33+      | 9+     |
| G. Spalazzi        | 22       | -14     | ?            | ?            | 22+      | -14+   |
| V. Traspedini      | 1        | 0       | ?            | ?            | 1+       | 0+     |